# スーパーチェイスクリミナルターミネーション
『スーパーチェイスクリミナルターミネーション』 (SUPER CHASE criminal termination) はタイトーから1993年にリリースされたアーケードゲーム。チェイスH.Q.、S.C.I.の続編で、レースゲームである。アメリカが舞台となっている。
開発はタイトー熊谷研究所、BGMがそれまでの浅野孝巳に代わり渡部恭久が担当するなど、スタッフが大幅に変わっている。
同年、スーパーファミコンで『スーパーH.Q. クリミナルチェイサー』というタイトルが似ているソフトが発売されたが、ストーリーが全く異なる（BGMのみ本作と同じのが使われている）。

## ゲームのルール
ステアリング、シフトレバー＆ニトロスイッチ、ブレーキ＆アクセルペダル、スタートボタンの6ヶ所があり、追跡する犯人のダメージメーターがMAXになればステージクリア。全5ステージ構成。

## ステージ紹介
ステージ 1 ビバリーヒルズ
最初のステージ。青いオープンカーに乗った宝石店強盗を追う。特に難しくないが、逃走車発見までのタイムが15秒しかなく事故で止まっている車に当たるとクラッシュでタイムロス、今作は車内からの視点になりパーティー会場に突撃して飛んできたピザに視界を遮られる、ハーバーから海を飛び越えて公園を走るなどアクション映画さながらの道を走っていく。
ステージ 2 ニューオーリンズ
山岳地帯のため、ジープを使用。犯人は爆発物と軍用ヘリを持っていて､プレイヤーの追跡を妨害する。山道を走り踏み外すとコースアウトでタイムロス。犯人車の荷台からのバズーカ砲撃手の砲撃(一定のダメージで落下)  を喰らっても足止めを食う。
ステージ 3 ニューヨーク
紫のスポーツカーに乗り、カップルを襲撃し金を奪い、人身売買目的で女性を拉致したギャングを追う。追跡途中で協力暴走族が車に飛び乗りバット攻撃とライダーからの銃撃などマッドマックスばりの攻撃を仕掛けてくる。対犯人戦ではトラックと対向車と犯人車の逆体当たりに注意。
ステージ 4 テキサス
サボテンがあるステージ。オフロードを走り、貨物列車からの犯人グループの投げるダイナマイトに当たるとタイムロス。犯人の薬物密輸犯はトレーラーを使用のため、対犯人戦はプレーヤー側もトレーラーを使用。
ステージ 5 シカゴ
最終ステージ。大統領襲撃犯を追跡しステージ開始時点で犯人（連続殺人犯）の車種は特定されていない。犯人もターボを使用してくるため逃走されやすい上、今まで出てきた数種類のトラップが登場しシリーズ屈指の難易度になっている。

## 筐体について
チェイスH.Q.からS.C.I.まではフルスロットルからの筐体を流用できるコンバージョンキットをリリースしていたが、こちらのゲームはコンバージョンキットをリリースせず１から作り直した専用筐体のみのリリースであった故他のシリーズに比べ市場の流通数が少ない。後に体感筐体であるIDYA向けにコンバージョンキットをリリースしている。